# 1978
1978 (MCMLXXVIII) var ett normalår som började en söndag i den gregorianska kalendern.

## Händelser

### Januari
- 1 januari
  - Vietnam angriper Kampuchea.[1]
  - Svenskt Stål AB (SSAB) bildas efter ett riksdagsbeslut. Det tar över ståltillverkningen från krisdrabbade Stora Kopparbergs Bergslags AB, Gränges AB och Norrbottens Järnverk AB.
  - 33 personer omkommer då ett Air India-flygplan exploderar efter start från Bombay.[2]
- 4 januari – En folkomröstning i Chile ger diktatorn Augusto Pinochet sitt stöd.
- 10 januari – Enligt en rapport uppnåddes under 1977 det 1961 uppställda målet att en procent av Sveriges BNP skall gå till u-hjälp.[3]
- 31 januari – I Sverige meddelar Per Ahlmark att han skall avgå som Folkpartiets ledare.[4]

### Februari
- 5 februari – Ingemar Stenmark, Sverige vinner specialslalom och storslalom i världsmästerskapen i alpin skidsport[3] i Garmisch-Partenkirchen, Bayern, Västtyskland.
- 11 februari – Kina tillåter litteratur av Aristoteles, William Shakespeare och Charles Dickens.
- 13 februari – 4 personer omkommer och en överlever då ett taxiflygplan störtar vid Gävle, Sverige.[2]
- 15 februari
  - Rhodesias premiärminister Ian Smith går med på en övergång till svart majoritetsstyre.
  - För att hålla ihop den borgerliga svenska regeringen godtar Centern att en elfte kärnreaktor, Forsmark 3, byggs.[3] Beslutet strider mot partiets vallöfte att inte starta ny reaktor.[5]
- 16 februari – Leon Spinks, USA besegrar överraskande Muhammad Ali, USA på poäng vid titelmatchen i Las Vegas och blir boxningens nye tungviktsvärldsmästare.[6]
- 17 februari – I Sverige utses Birgitta Ulvhammar av den svenska regeringen till chef för Skolöverstyrelsen (SÖ) och blir därmed Sveriges första kvinnliga generaldirektör.[6]
- 25 februari – Åtta turister fryser ihjäl under en snöstorm i Jämtlandsfjällen.[3]

### Mars

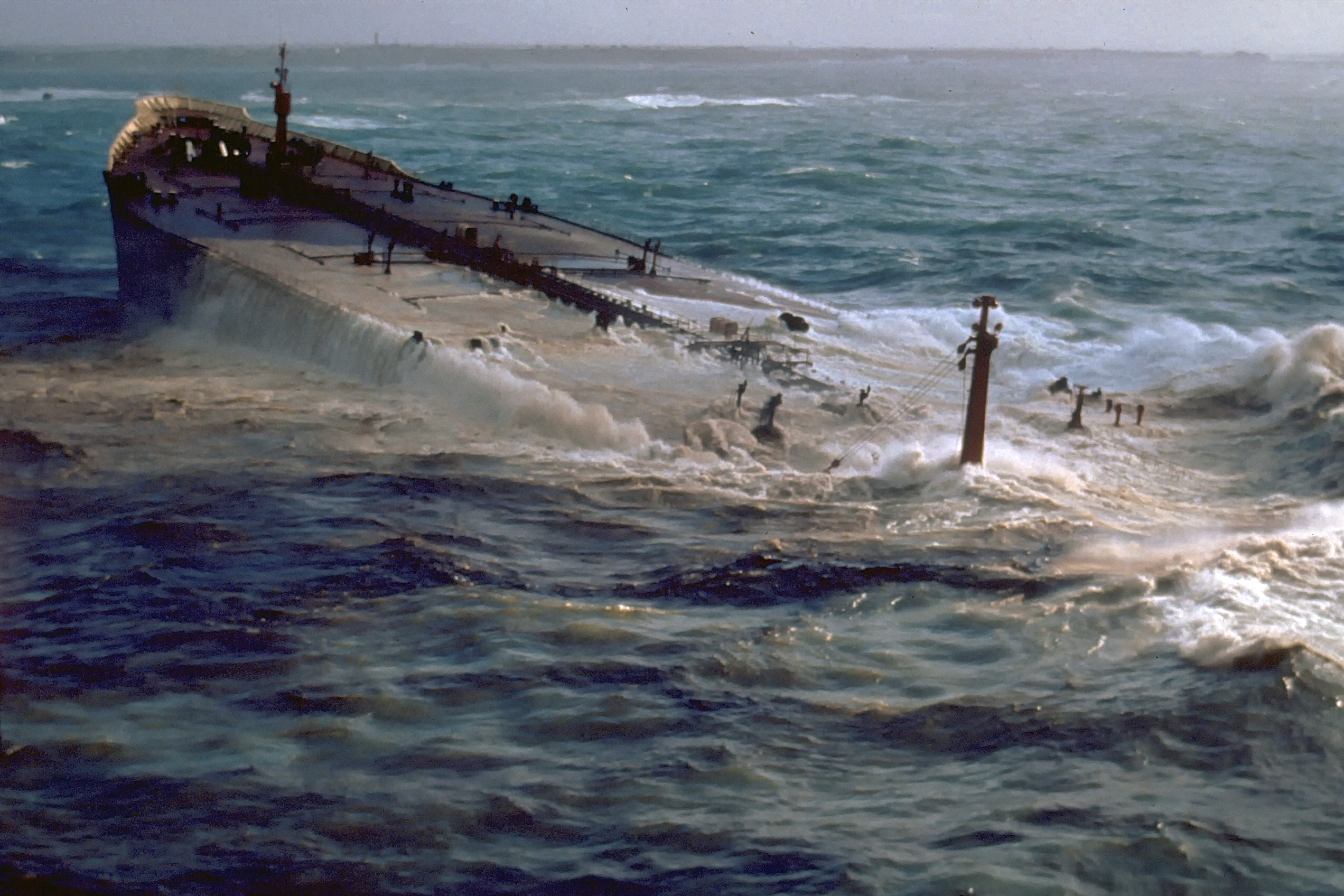
Amoco Cadiz efter förlisningen.

- 3 mars – Rhodesia anfaller Zambia.
- 4 mars – Sveriges biståndsminister Ola Ullsten väljs till ledare för Folkpartiet efter Per Ahlmark.[6]
- 11 mars – Ett palestinskt terrorattentat utförs mot en buss utanför Tel Aviv.
- 14 mars – Israeliska trupper invaderar Libanon.[4]
- 16 mars – Aldo Moro, tidigare premiärminister i Italien, kidnappas i Rom av terrorgruppen Röda brigaderna som dödar hans fem livvakter.[6]
- 17 mars – Bekvämlighetsflaggade supertankern Amoco Cadiz går på grund utanför Bretagnes kust i Frankrike och olja läcker ut i havet[6] och orsakar världens dittills värsta oljekatastrof.[4] Under en storm bryts vraket sönder, och 210 000 ton olja rinner ut. Fisket och ostronodlingarna förstörs, och 20 mil stränder föroenas.[7]
- 18 mars – Ingemar Stenmark, Sverige vinner världscupen i alpin skidåkning för tredje säsongen i rad.

### April
- 7 april – Svenska statliga textilkoncernen Eiser drabbas hårt av billig import från lågprisländer, och koncernledningen med stöd av Sveriges industriminister Nils G. Åsling deklarerar att 2 000 av 5 000 anställda ska bort inom två år.[5]
- 15 april – 50 personer omkommer då ett snälltåg kör in i ett urspårat expresståg utanför Bologna, Italien.[2]
- 18 april – Ett tankfartyg lastat med 30 000 ton olja går på grund nära Sandhamn, Sverige och flera tankar börjar läcka. Dock rinner bara en mindre del av lasten ut.[7]
- 20 april
  - En proposition om ändrad successionsordning till förmån för kvinnlig tronföljd antas första gången av den svenska riksdagen, vilket gör Victoria till svensk kronprinsessa.[6] Vid omröstningen lägger SAP ner sina röster.[5] Som grundlagsändring måste den först antas av nyvald riksdag.[8]
  - Ett koreanskt trafikflygplan skjuts ner över sovjetiskt luftrum.
- 24 april – Kerstin Ekman väljs in i Svenska Akademien efter Harry Martinson.[4] Hon blir därmed den tredje kvinnan som väljs in i Svenska Akademien efter Selma Lagerlöf och Elin Wägner.[3]
- 26 april – I Stockholm anordnas Massmotionsdemonstrationsmanifestationen av ett antal motionerande studenter på initiativ av Johan Holmsäter, vilket leder till att idrottsföreningen Friskis&Svettis grundas senare samma år.
- 27 april – Afghanistans president Daud Mohammad dödas i en militärkupp.

### Maj
- 3 maj – Gary Thuerk skickar det första spam-meddelandet
- 6 maj – Grekiska tankern Eleni V kolliderar i dimma med ett franskt lastfartyg utanför Englands östkust, och bryts mitt itu. Tusentals olja driver in mot land, och miltals badstränder i semesterorterna kring Yarmouth drabbas.[7].
- 19 maj–juni – USA använder militära transportflygplan för att ge stöd till belgiska och franska räddningsoperationer i Zaire.[9]
- 25 maj – Theodore Kaczynski detonerar sin första bomb.

### Juni
- 7–15 juni – Det svenska kungaparet avlägger ett statsbesök i Sovjetunionen.
- 10 juni – 20 personer på en studentfest – de flesta ungdomar – omkommer i branden på stadshotellet i Borås[6] under en fest på en dansrestaurang i hotellet.[5]
- 25 juni – Argentina vinner med 3-1 mot Nederländerna vid VM-finalen i fotboll i Buenos Aires.[6]
- 26 juni – 18 personer omkommer då en norsk helikopter på väg till oljeplattform störtar.[2]
- 29 juni – Svea hovrätt skärper straffen för inblandade i terroristmålet, som planerade att kidnappa Sveriges tidigare justitieminister Anna-Greta Leijon. Två kvinnor, som stod nära åtalade västtyska terroristen Norbert Kröcher, får sina straff förlängda.[5]
- 30 juni – LO och SAP beslutar att skjuta upp frågan om löntagarfonder till 1981.[4]

### Juli
- 6 juli – 11 personer omkommer vid en brand i ett nattåg i England, Storbritannien.[2]
- 11 juli – 180 människor dödas och 600 skadas på en campingplats i Katalonien då en tankbil med propylengas välter och exploderar på vägen intill.[4] Över 200 personer skadas.[2]
- 13 juli – Västtyska gröna partiet "Grünen" bildas.[4]
- 25 juli – Världens första provrörsbarn, det vill säga där befruktningen skett utanför moderns livmoder, Louise Brown, föds i London.[6]

HBT-rörelsens symbol regnbågsflaggan visas för första gången offentligt under San Francisco Pride.

- 28 juli – HBT-rörelsens symbol regnbågsflaggan visas för första gången offentligt under San Francisco Pride.

### Augusti

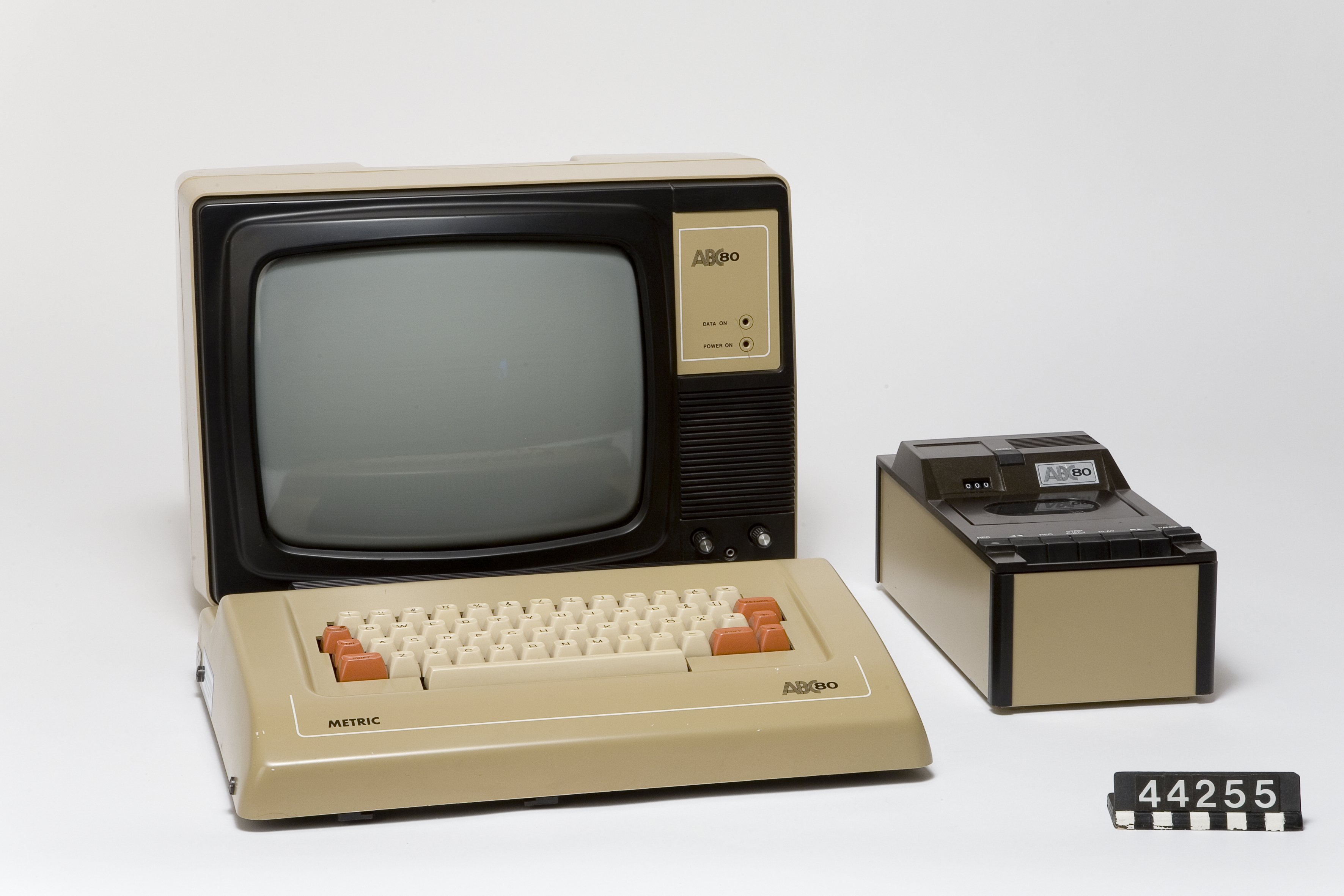
Persondatorn ABC 80 från Luxor

- 1 augusti – I Finland träder lagen om hushållsarbetstagares arbetsförhållande för husligt anställda från 16 december 1977 i kraft och ersätter den finländska hembiträdeslagen från 7 januari 1949.[10]
- 6 augusti – Clemente Domínguez y Gómez utropar sig själv till palmarisk-katolsk påve med namnet Gregorius XVII, han erkänns dock inte från officiellt romersk-katolskt håll.
- 10 augusti – 11 personer omkommer då en rälsbuss krockar med ett godståg i Lugnvik utanför Östersund, Sverige.[2] Samma dag spårar ett tåg ur vid Stehag i Skåne, varvid fyra personer omkommer.
- 16 augusti – Inför ett kongressutskott i Washington, DC deklarerar James Earl Ray, dömd för mordet på Martin Luther King, att han inte sköt honom och hävdar i stället att mordet var en komplott av federal och lokal polis.[6]
- 24 augusti – Luxor AB visar upp den nya sverigetillverkade persondatorn ABC 80 för pressen.
- 26 augusti – Sedan Paulus VI har avlidit den 6 augusti väljs kardinal Albino Luciani till påve och tar namnet Johannes Paulus I. Han avlider dock den 28 september efter bara 33 dagar på posten.[6]
- 30 augusti – Vid Europamästerskapen i friidrott i Prag vinner Marlies Göhr, Östtyskland före Linda Haglund, Sverige och Ludmila Maslakova, Sovjetunionen.[5]

### September
- 11 september – Den svenske racerstjärnan Ronnie Peterson, 34, dör efter en krasch vid starten av Italiens Grand Prix i Formel 1 på Monzabanan.[6] Dödsbudet är dock oväntat, då man först inte trodde skadorna var livshotande.
- 15 september – Den svenska författaren Berit Hedeby döms till fängelse för dråp då hon givit en svårt sjuk man dödshjälp.[3] Läkaren Ragnar Toss får också åtta månaders fängelse i det så kallade dödshjälpsmålet. Berit Hedeby erkänner i boken "Ja till dödshjälp" att hon hjälpt en MS-sjuk man att ta sitt liv.[5]

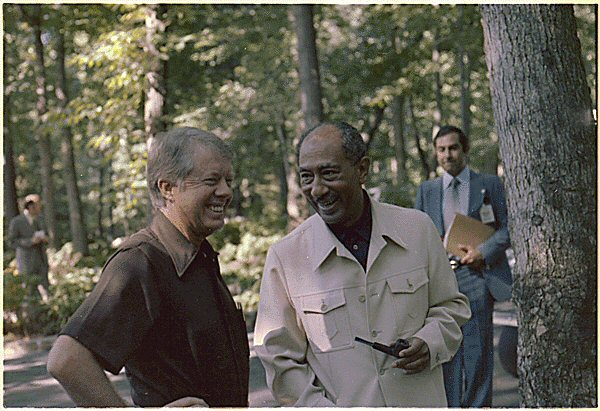
Camp David-avtalen.

- 17 september – Ett fredsavtal sluts mellan Israel och Egypten i Camp David, under ledning av USA:s president Jimmy Carter[6] och undertecknas av Menachem Begin och Anwar Sadat.[6]
- 20 september – Polisen stormar kvarteret Mullvaden i Stockholm som ett 90-tal ungdomar hållit ockuperat under ett år för att förhindra rivning.[3]
- 23 september – Olof Palme lovar på den socialdemokratiska kongressen att löntagarfonderna skall införas.[3]
- 25 september-144 personer omkommer när en landande Boeing 727 kör in i en Cessna 172 Skyhawk över San Diego i Kalifornien.
- 26 september – En långtradare med 20 ton giftigt blekningsmedel fattar eld på Europaväg 18 vid infarten till Enköping, Sverige och lasten exploderar och ett moln av giftig svaveloxid bildas.[7]

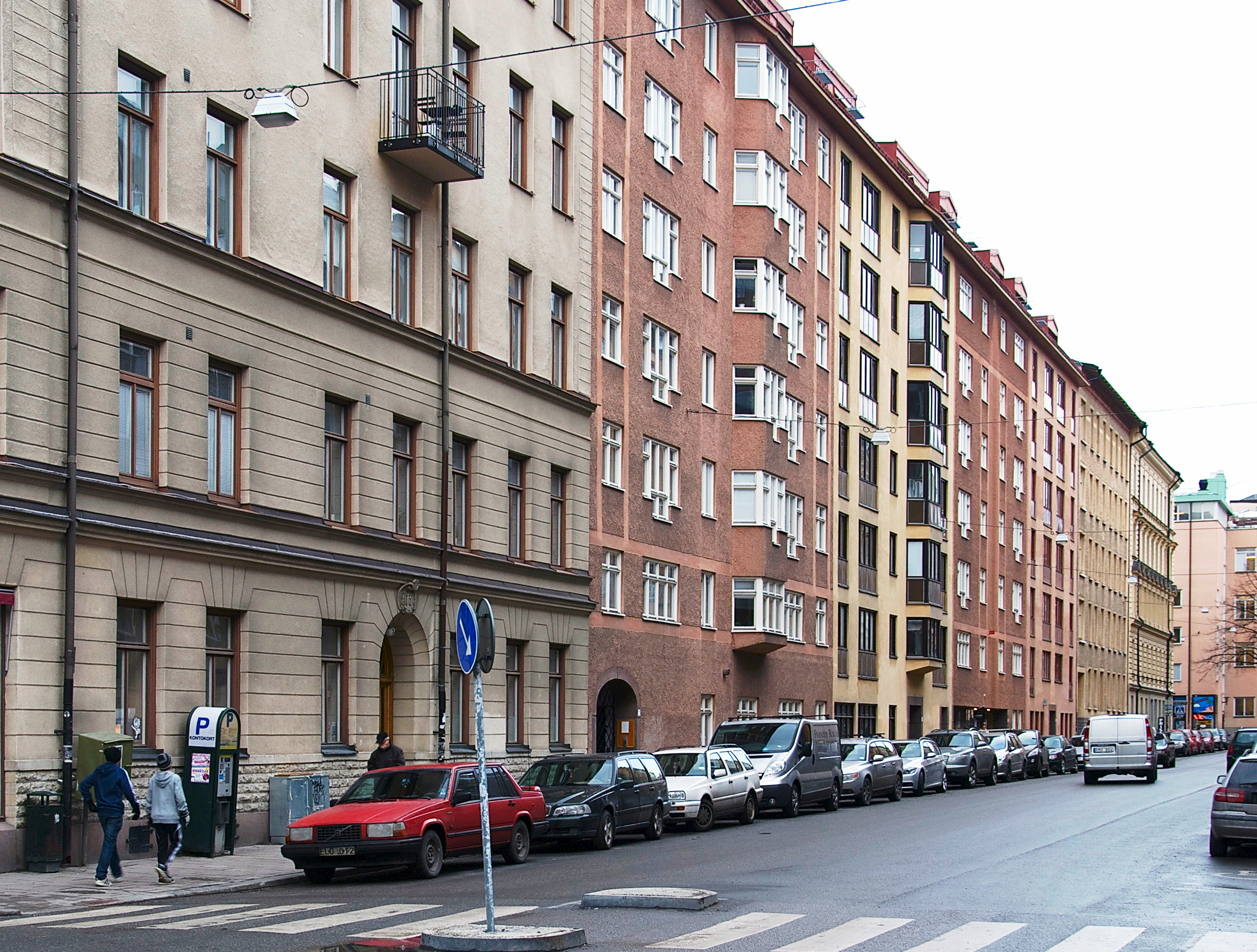
Mullvadsockupationen

### Oktober

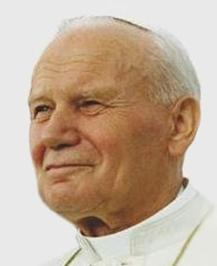
Ny Påve, Johannes Paulus II.

- 1 oktober – Vietnam anfaller Kambodja.
- 5 oktober
  - Den borgerliga svenska trepartiregeringen faller på kärnkraftsfrågan[6] Thorbjörn Fälldin avgår som Sveriges statsminister då en svensk borgerlig regering för första gången sedan 1936 faller.[5] Centern har i frågan krävt en folkomröstning.[5]
  - Den svenska riksdagen beslutar att kvinnor skall få bli yrkesofficerare.[3]
  - En patient vid Malmö Östra Sjukhus förgiftas och blir den första i en förgiftningsvåg med 27 dödsoffer som pågår till januari 1979.
- 8 oktober – Ingmar Bergmans film Höstsonaten, med Ingrid Bergman och Liv Ullmann, har premiär.[3]
- 13 oktober – Ola Ullsten väljs till svensk statsminister och bildar en folkpartistisk minoritetsregering stödd på endast 39 av 349 riksdagsmandat.[6] Moderaterna och VPK röstar mot förslaget på ny statsminister, medan SAP och Centerpartiet lägger ner sina röster.[5]
- 14 oktober – Daniel arap Moi blir president i Kenya.
- 16 oktober – Sedan Johannes Paulus I har avlidit den 28 september väljs polske kardinalen Karol Józef Wojtyła till påve och tar namnet Johannes Paulus II.[6]

### November
- 11 november
  - Maumoon Abdul Gayoom besegrar Ibrahim Nasir och blir Maldivernas president.
  - John Smith blir Storbritanniens handelsminister.
- 14 november – Björn Borg och Ingemar Stenmark får Svenska Dagbladets bragdmedalj för andra gången, då priset för första gången delas.[5]
- 15 november – Den svenska riksdagen totalförbjuder reklam för vin, sprit och starköl.[3]
- 16 november – Cirka 200 personer omkommer då ett chartrat isländskt flygplan störtar över Sri Lanka.[2]
- 17 november – Danmarks folketing ger Grönland självstyre inom det danska riket, på samma sätt som Färöarna redan har.[6]
- 18 november – Jim Jones 900 anhängare begår kollektivt självmord med förgiftad saft i Jonestown ute i Guyana djungel.[4]
- 29 november – Den svenska riksdagen avgör att kollektivanslutning är emot Sveriges konstitution.[3] Den anses strida mot grundlagens åsiktsfrihet, men LO:s kollektivanslutning avskaffas inte förrän 1987.

### December
- 2 december – Svenska staten tar över den konkurshotade Kockumskoncernen i Malmö,[3] varvid hela den svenska varvsindustrin nu har förstatligats.
- 11 december – Stora mängder olja och bensin exploderar och brinner medan dricksvattnet förgiftas vid sabotage i Salisbury, Rhodesia.[7]
- 18 december – 104 personer omkommer vid en tågkollision i Kina.[2]
- 23 december – 108 personer omkommer och 21 överlever då ett italienskt trafikflygplan störtar vid Sicilien, Italien.[2]
- 29 december – Ny konstitution i Spanien gör slut på militärdiktaturen.[11]
- 31 december – Det svenska radioprogrammet Frukostklubben med Sigge Fürst, som startade 1946, läggs ned[6] efter 680 sändningar.[3]

### Okänt datum
- Den lagstadgade svenska semestern förlängs från fyra till fem veckor.
- Klassiska Hotell Knaust i Sundsvall läggs ner.
- I Stockholm i Sverige börjar man samla ihop skolföremål till det som kommer att bli Stockholms skolmuseum, numera lokaliserat till Stockholms stadsmuseum[12].
- I Sverige har 150 personer på ett år avlidit av narkotikamissbruk.[3]
- Rekordår för svensk charter, 1,2 miljoner resenärer.[13]

## Födda

### Första kvartalet

#### Januari
- 2 januari – Linus Bylund, svensk politiker (Sverigedemokraterna).
- 5 januari
  - Bugz (artistnamn för Karnail Paul Pitts), amerikansk rapartist, en av medlemmarna i hiphopgruppen D12.
  - Yvette Higgins, australisk vattenpolospelare.
  - Emilia Mitiku, svensk sångerska.
- 7 januari
  - Jean Charles de Menezes, brasiliansk elektriker bosatt i London (skjuten till döds av polisen).
  - Israel Keyes, amerikansk seriemördare.
- 10 januari – Hossein Tavakkoli, iransk tyngdlyftare.
- 11 januari – Emile Heskey, engelsk fotbollsspelare.
- 18 januari – Thor Hushovd, norsk cyklist.
- 25 januari
  - Denis Mensjov, rysk tävlingscyklist.
  - Volodymyr Zelenskyj, Ukrainsk president.
- 28 januari
  - Gianluigi Buffon, italiensk fotbollsspelare, målvakt.
  - Jamie Carragher, engelsk fotbollsspelare.
- 30 januari – Daniel Lindström, svensk sångare, vinnare av Idol 2004.

#### Februari
- 2 februari – Barry Ferguson, skotsk fotbollsspelare.
- 3 februari
  - Joan Capdevila, spansk fotbollsspelare.
  - Adrian R'Mante, amerikansk skådespelare.
- 7 februari
  - David Carmel, svensk skådespelare.
  - Ashton Kutcher, amerikansk skådespelare, programledare, modell och producent.
- 10 februari
  - Don Omar, puertoricansk reggaetonartist.
  - Emma Peters, svensk skådespelare.
- 20 februari – Jay Hernandez, amerikansk skådespelare.
- 26 februari – Kate Hooper, australisk vattenpolospelare.
- 27 februari – Emelie Öhrstig, svensk längdåkare och cyklist.
- 28 februari – Louise Woodward, brittisk au pair-flicka.

#### Mars
- 1 mars
  - Jensen Ackles, amerikansk skådespelare.
  - Marcus Nilson, svensk ishockeyspelare.
- 3 mars – Nicolas Kiesa, dansk racerförare.
- 14 mars – Carlo Giuliani, italiensk poet och anarkist.
- 15 mars – Sid Wilson, amerikansk DJ, medlem i Slipknot.
- 19 mars – Gabriel Heinze, argentinsk fotbollsspelare.
- 23 mars – Nicholle Tom, amerikansk skådespelare.
- 26 mars
  - Ayla Kabaca, före detta programledare för SVT:s barnprogram Bolibompa.
  - Yannick Tregaro, svensk friidrottstränare
- 28 mars
  - Lina Hedlund, svensk sångerska.
  - Nafis Joseph, "Miss India Universe" 1997.

### Andra kvartalet

#### April
- 9 april – Rachel Stevens, brittisk musiker.
- 13 april – Carles Puyol, spansk fotbollsspelare.
- 15 april – Peter Wolodarski, svensk journalist.
- 19 april – James Franco, amerikansk skådespelare och regissör
- 23 april – Carl-Johan Sonesson, svensk politiker.
- 26 april – Ivana Miličević, bosnisk skådespelare.
- 27 april – Fredrik Neij, medgrundare av The Pirate Bay.

#### Maj
- 3 maj – Lina Thomsgård, svensk kolumnist och programledare.
- 6 maj – Fredrick Federley, svensk centerpartistisk politiker, riksdagsledamot och europaparlamentariker.
- 8 maj – Josie Maran, amerikansk fotomodell (supermodell) och skådespelare.
- 11 maj – Laetitia Casta, fransk supermodell och skådespelare.
- 12 maj – Malin Åkerman, svensk-kanadensisk skådespelare.
- 16 maj – Karolina Westberg, svensk fotbollsspelare.
- 22 maj
  - Ginnifer Goodwin, amerikansk skådespelare.
  - Jordan, brittisk fotomodell.
- 24 maj – Johan Holmqvist, svensk ishockeymålvakt.
- 29 maj– Pelle Almqvist, svensk sångare.
- 30 maj – Ellen Bredefeldt, svensk skådespelare.

#### Juni
- 2 juni – Justin Long, amerikansk skådespelare.
- 4 juni – Julia Marko-Nord, svensk skådespelare.
- 7 juni – Bill Hader, amerikansk komiker och skådespelare
- 9 juni – Matthew Bellamy, engelsk musiker
- 10 juni – Shane West, amerikansk musiker och skådespelare.
- 11 juni
  - Joshua Jackson, amerikansk skådespelare.
  - Vendela Santén, svensk seglare, skipper.
- 13 juni – Heather Petri, amerikansk vattenpolospelare.
- 16 juni – Daniel Brühl, tysk skådespelare.
- 19 juni – Zoë Saldaña, amerikansk skådespelare
- 20 juni – Frank Lampard, engelsk fotbollsspelare.
- 21 juni – Erica Durance, kanadensisk skådespelare.
- 24 juni
  - Luis García, spansk fotbollsspelare.
  - Mikael Nilsson, svensk fotbollsspelare.
  - Erno Vuorinen, finländsk musiker, gitarrist i Nightwish.
- 29 juni – Nicole Scherzinger, amerikansk sångare och skådespelare.

### Tredje kvartalet

#### Juli
- 5 juli – Allan Simonsen, dansk racerförare
- 6 juli – Shan Atci, svensk komiker.
- 7 juli – Marcus Ahlm, svensk handbollsspelare.
- 11 juli – Mats Troeng, svensk orienterare.
- 11 juli – Bruno Julie, mauritisk boxare.
- 12 juli – Michelle Rodríguez, amerikansk skådespelare
- 19 juli – Topher Grace, amerikansk skådespelare.
- 20 juli
  - Marija Aleksandrova, rysk ballerina.
  - Pavel Datsiuk, rysk ishockeyspelare.
- 21 juli
  - Justin Bartha, amerikansk skådespelare.
  - Josh Hartnett, amerikansk skådespelare.
  - Damian Marley, jamaicansk artist.
- 22 juli – A.J. Cook, amerikansk skådespelare, från filmen The Virgin Suicides.
- 31 juli – Justin Wilson, brittisk racerförare.

#### Augusti
- 1 augusti – Björn Ferry, svensk skidskytt.
- 8 augusti
  - Louis Saha, fransk fotbollsspelare.
  - Ty O'Neal, amerikansk skådespelare.
- 9 augusti – Audrey Tautou, fransk skådespelare.
- 12 augusti – Hayley Wickenheiser, kanadensisk ishockeyspelare.
- 18 augusti – Andy Samberg, amerikansk komiker, skådespelare, musiker, manusförfattare och producent
- 22 augusti
  - James Corden, brittisk skådespelare.
  - Mandy Gonzalez, amerikansk skådespelare och sångare.
- 23 augusti – Kobe Bryant, amerikansk basketspelare.
- 31 augusti – Hannah Graaf Karyd, svensk sångerska och fotomodell.

#### September
- 4 september – Christian Walz, svensk soulartist.
- 7 september – Marc Abramsson, svensk politiker, nationaldemokrat.
- 8 september – Marco Sturm, tysk ishockeyspelare.
- 12 september
  - Sverrir Gudnason, svensk skådespelare.
  - Ben McKenzie, amerikansk skådespelare.
  - Michael Paget, huvudgitarristen i metalcore–bandet Bullet for My Valentine.
- 13 september – Peter Sunde, norsk-finsk IT-entreprenör.
- 14 september – Per Ledin, svensk ishockeyspelare, forward.
- 18 september
  - Kaoru Mori, japansk mangaka.
  - DJ Satomi, egentligen Simone Bocchino, italiensk elektronisk musikproducent, remixare och discjockey.
- 20 september – Sarit Hadad, israelisk sångare.
- 21 september – Paulo Costanzo, kanadensisk skådespelare.
- 22 september – Harry Kewell, australisk fotbollsspelare.
- 23 september – Anthony Mackie, amerikansk skådespelare
- 28 september – Bushido, tysk rappare.

### Fjärde kvartalet

#### Oktober
- 2 oktober – Ayumi Hamasaki, japansk sångare.
- 3 oktober
  - Gerald Asamoah, tysk fotbollsspelare.
  - Shannyn Sossamon, amerikansk skådespelare.
  - Fredrik Vejdeland, svensk byggnadsarbetare och nynazist.
- 10 oktober – Jodi Lyn O'Keefe, amerikansk skådespelare.
- 13 oktober – Ellen Estes, amerikansk vattenpolospelare.
- 14 oktober – Usher, amerikansk sångare, låtskrivare, dansare och musikentreprenör
- 28 oktober – Gwendoline Christie, brittisk skådespelare
- 31 oktober – Heidi Kackur, finländsk fotbollsspelare.

#### November
- 2 november – Alexander Östlund, svensk fotbollsspelare.
- 6 november – Sanna Lundell, svensk journalist och bloggare.
- 7 november
  - Cajsalisa Ejemyr, svensk skådespelare och sångare.
  - Line Østvold, norsk snowboardåkare.
- 8 november – Rio Ferdinand, brittisk fotbollsspelare.
- 9 november – Sisqó, amerikansk rhythm and bluessångare och skådespelare.
- 10 november – Kristian Huselius, svensk ishockeyspelare.
- 11 november – Erik Edman, svensk fotbollsspelare.
- 12 november – Alexandra Maria Lara, rumänsk-tysk skådespelare och fotomodell.
- 16 november – Adi Ezroni, israelisk skådespelare och TV-personlighet.
- 17 november
  - Rachel McAdams, kanadensisk skådespelare.
  - Tom Ellis, brittisk skådespelare
- 20 november – Stiko Per Larsson, svensk sångare.
- 21 november – Jovanka Mardova, indonesisk skådespelare.
- 24 november
  - Katherine Heigl, amerikansk skådespelare och fotomodell.
  - Vanessa Incontrada, italiensk-spansk fotomodell, skådespelare och TV-programledare.
- 28 november – Erik Niva, svensk sportjournalist och författare.

#### December
- 2 december – Nelly Furtado, kanadensisk sångare.
- 5 december
  - Olli Jokinen, finländsk ishockeyspelare.
  - Jesper Salén, svensk skådespelare.
- 6 december – Mijailo Mijailović, svensk brottsling, utrikesminister Anna Lindhs mördare.
- 7 december – Jere Hård, finländsk simmare.
- 8 december – Ian Somerhalder, amerikansk skådespelare och fotomodell.
- 10 december – Summer Phoenix, amerikansk skådespelare.
- 12 december – Sebastian Seifert, svensk handbollsspelare.
- 18 december – Katie Holmes, amerikansk skådespelare
- 21 december – Amber Corwin, amerikansk konståkare.
- 23 december – Tatiana Gudkova, rysk tävlande i gång
- 27 december – Jonas Hassen Khemiri, svensk författare.
- 28 december – John Legend, amerikansk sångare och pianist.
- 30 december – Tyrese Gibson, amerikansk skådespelare och R&B-musiker.

## Avlidna

### Första kvartalet

#### Januari
- 2 januari – Andrew Walter, 63, svensk kompositör och musiker (dragspel).
- 5 januari – Arne Ragneborn, 51, svensk skådespelare, regissör och manusförfattare.
- 6 januari – Burt Munro, 78, nyzeeländsk motorcykelkonstruktör och världsrekordförare.
- 8 januari – André François-Poncet, 90, fransk politiker och diplomat.
- 11 januari – Michael Bates, 57, brittisk skådespelare.
- 12 januari – Lee Metcalf, 66, amerikansk demokratisk politiker och jurist, senator 1961–1978.
- 14 januari
  - Clarence Dill, 93, amerikansk demokratisk politiker.
  - Kurt Gödel, 71, österrikisk logiker och matematiker.
- 18 januari – John Lyng, 72, norsk politiker, statsminister 28 augusti–25 september 1963, utrikesminister 1965–1970.
- 27 januari – Clarence Norman Brunsdale, 86, amerikansk republikansk politiker, guvernör i North Dakota 1951–1957, senator 1959–1960.

#### Februari
- 9 februari – Herbert Kappler, 70, tysk SS–officer.
- 11 februari – Harry Martinson, 73, svensk författare, Nobelpristagare i litteratur[3].
- 19 februari – Arvid Olson, 91, svensk konstnär och filmpionjär.
- 25 februari – Thomas A. Wofford, 69, amerikansk politiker, senator 1956.
- 28 februari – Edgar Rosander, 82, svensk jurist, konsultativt statsråd 1940–1944.

#### Mars
- 13 mars – Ottar Wicklund, 66, norsk skådespelare.
- 14 mars – John Marshall Butler, 80, amerikansk republikansk politiker, senator 1951–1963.
- 19 mars
  - M. Ananthasayanam Ayyangar, 87, indisk politiker, talman för Lok Sabha 1956–1962.
  - Gaston Maurice Julia, 85, fransk matematiker.
  - Winifred Westover, 78, amerikansk skådespelare.
- 21 mars – Cearbhall Ó Dálaigh, 67, irländsk politiker, Irlands president 1974–1976.
- 22 mars – Gustav Svensson, 28, svensk missbrukare som blev känd genom dokumentären Dom kallar oss mods.
- 30 mars – Hjalmar Karlgren, 80, svensk jurist, professor i civilrätt vid Stockholms universitet, justitieråd.

### Andra kvartalet

#### April
- 14 april – F.R. Leavis, 82, brittisk litteraturvetare och författare.
- 16 april – Lucius Clay, 80, amerikansk general i flygvapnet.
- 19 april – Manetta Ryberg, 89, svensk skådespelare.

#### Maj
- 1 maj – Aram Chatjaturjan, 74, armenisk tonsättare.
- 9 maj – Aldo Moro, 61, italiensk politiker, premiärminister 1963–1968 och 1974–1976, mördad.[6]
- 26 maj – Tamara Karsavina, 93, rysk ballerina.
- 28 maj – Arthur Brough, 73, brittisk skådespelare.

#### Juni
- 1 juni – James Allen, 65, amerikansk demokratisk politiker, senator 1969–1978.
- 4 juni – Emy Owandner, 74, svensk skådespelare och operettsångerska.
- 5 juni – Joseph Montoya, 62, amerikansk demokratisk politiker, senator 1964–1977.
- 8 juni – Jenny Hasselquist, 83, svensk skådespelare och ballerina.
- 10 juni – Ralph Berzsenyi, 69, ungersk sportskytt.
- 22 juni – Jens Otto Krag, 63, dansk politiker, Danmarks statsminister 1962–1968 och 1971–1972.
- 29 juni – Bob Crane, 49, amerikansk skådespelare.
- 30 juni – Umberto Nobile, 93, italiensk upptäcktsresande.

### Tredje kvartalet

#### Juli
- 1 juli – Kurt Student, 88, tysk fallskärmsgeneral.
- 17 juli – John D. Rockefeller III, 72, amerikansk miljardär, filantrop.
- 24 juli – Arne Hülphers, 74, svensk musikdirektör, kapellmästare och pianist.
- 27 juli – Gösta Wallenius, 74, svensk textförfattare, kapellmästare, kompositör och arrangör av filmmusik.
- 30 juli – Umberto Nobile, 93, italiensk pionjär inom konstruktion och flygning med luftskepp.

#### Augusti
- 5 augusti – Victor Hasselblad, 72, svensk industriledare, kamerakonstruktör och fotograf, skapade Hasselbladskameran.[3]
- 6 augusti
  - Ivar Hallbäck, 81, svensk operasångare (andre tenor) och skådespelare.
  - Paulus VI, född Giovanni Battista Enrico Antonio Maria Montini, 80, påve sedan 1963 (död i hjärtattack i sitt sommarpalats Castel Gandolfo).[6]
- 8 augusti – Joachim O. Fernández, 81, amerikansk demokratisk politiker, kongressledamot 1931–1941.
- 20 augusti – C. William O'Neill, 62, amerikansk republikansk politiker och jurist, guvernör i Ohio 1957–1959.
- 22 augusti – Jomo Kenyatta, kenyansk politiker.
- 25 augusti – Gösta Terserus, 74, svensk teaterskolledare och skådespelare.
- 26 augusti – Charles Boyer, 78, fransk skådespelare.

#### September
- 3 september – Karin Molander, 89, svensk skådespelare.
- 6 september – Adolf Dassler, 77, tysk tillverkare av sportutrustning – Adidas.
- 7 september – Keith Moon, 32, brittisk musiker.
- 9 september – Jack Warner, 86, amerikansk filmbolagsdirektör och filmproducent.
- 11 september – Ronnie Peterson, 34, svensk racerförare[4].
- 15 september
  - Willy Messerschmitt, 80, tysk flygplansingenjör.
  - Bruce Montgomery, 56, brittisk filmmusikkompositör, även författare under pseudonymen Edmund Crispin.
- 19 september – Étienne Gilson, 94, fransk filosof.
- 24 september
  - Hasso von Manteuffel, 81, tysk militär (general 1944) och politiker.
  - Nils Nordståhl, 71, svensk skådespelare.
- 26 september – Manne Siegbahn, 91, svensk fysiker, nobelpristagare.
- 28 september – Johannes Paulus I, 65, påve sedan 26 augusti detta år.[6]

### Fjärde kvartalet

#### Oktober
- 3 oktober – Olavi Majlander, 62, finländsk politiker.
- 12 oktober – Nancy Spungen, 20, amerikansk flickvän till Sid Vicious, mördad.
- 13 oktober – Elsa Carlsson, 86, svensk skådespelare.
- 19 oktober – Gig Young, 64, amerikansk skådespelare.
- 20 oktober – Gunnar Nilsson, 29, svensk racerförare.
- 22 oktober – Anastas Mikojan, 82, sovjetisk politiker.
- 28 oktober – Margareta Fahlén, 60, svensk skådespelare.

#### November
- 1 november – Kjell Jansson, 45, svensk skådespelare.
- 10 november – Jussi Mäntynen, 92, finländsk skulptör.
- 15 november – Margaret Mead, 76, amerikansk antropolog.
- 18 november
  - Leo Ryan, 53, amerikansk politiker.
  - Jim Jones, 47, amerikansk sektledare.
  - Lennie Tristano, 59, amerikansk jazzpianist.
- 23 november – Hanns Johst, 88, tysk författare.
- 28 november – Carlo Scarpa, 72, italiensk arkitekt och designer.

#### December
- 4 december
  - Tancred Ibsen, 85, norsk regissör och manusförfattare.
  - William A. Steiger, 40, amerikansk republikansk politiker, kongressledamot 1967–1978.
- 8 december – Golda Meir, 80, israelisk politiker, Israels premiärminister 1969–1974.
- 10 december
  - Olof Thiel, 86, svensk filmproducent och kompositör.
  - Ed Wood, 54, amerikansk filmregissör.
- 11 december – Vincent du Vigneaud, 77, amerikansk biokemist, nobelpristagare.
- 17 december – Per Björkman, 80, svensk skådespelare.

## Nobelpris[14]
- Fysik
  - Pjotr Kapitsa, Sovjetunionen
  - Arno Penzias, USA
  - Robert Woodrow Wilson, USA
- Kemi – Peter Mitchell, Storbritannien
- Medicin
  - Werner Arber, Schweiz
  - Daniel Nathans, USA
  - Hamilton O Smith, USA
- Litteratur – Isaac Bashevis Singer, USA
- Fred
  - Anwar Sadat, Egypten
  - Menachem Begin, Israel
- Ekonomi – Herbert Simon, USA

### Fotnoter
1. ↑  Faktakalendern 2000 – 1978 (Utlandet), Semic, 1999
2. 1 2 3 4 5 6 7 8 9 10  Faktakalendern 1996, Semic, 1995
3. 1 2 3 4 5 6 7 8 9 10 11 12 13 14 15 16 17  Hundra år i Sverige – 1978, Hans Dahlberg, Albert Bonniers, 1999
4. 1 2 3 4 5 6 7 8 9  100 år med Aftonbladet – 1978, 1999
5. 1 2 3 4 5 6 7 8 9 10 11  Sverige 1900-talet – 1978, NE, Bra Böcker, 2000
6. 1 2 3 4 5 6 7 8 9 10 11 12 13 14 15 16 17 18 19 20 21 22  20:e århundrades När Var Hur – 1978, Bernt Himmelstedt, Forum, 1999
7. 1 2 3 4 5  Faktakalendern 1997, Semic, 1996
8. ↑  Faktakalendern 2000 – 1978 (Sverige), 1999
9. ↑  ”USA:s militära insatser i utlandet”. Arkiverad från originalet den 12 oktober 2011. https://www.webcitation.org/62NCLaa95?url=http://www.history.navy.mil/library/online/forces.htm.
10. ↑  ”Finlex – Lag om hushållsarbetstagares arbetsförhållande”. http://www.finlex.fi/sv/laki/ajantasa/1977/19770951.
11. ↑  ”World Statesmen (läst 7 april 2011)”. http://www.worldstatesmen.org/Spain.html.
12. ↑  Accessprojekt Skolsamlingen Stockholms stadsmuseum Läst 3 juli 2012
13. ↑  Sverige 1900-talet – När Sverige tog semester, NE, Bra Böcker, 2000
14. ↑  ”Nobelpriset”. https://www.nobelprize.org/prizes/lists/all-nobel-prizes/. Läst 10 april 2011.